# Povos ibéricos pré-romanos
Povos ibéricos pré-romanos descreve os povos que habitavam a Península Ibérica (actual Andorra, Portugal e Espanha) pouco antes da invasão romana iniciada em 218 a.C., quando se dá a Segunda Guerra Púnica. Embora a pré-história registe a presença de neandertais e do homem moderno desde há pelo menos quinhentos mil anos, os povos pré-romanos incluem-se na proto-História, decorrida essencialmente durante a Idade do Ferro.
Pensa-se que a Península Ibérica era habitada inicialmente por povos autóctones, que vieram a ser conhecidos como iberos. Posteriormente, desde o oitavo ao sexto século antes de Cristo, chegaram à região povos Indo-Europeus de origem celta, portadores da Cultura de Hallstatt da Idade do Ferro, deixando os povos ibéricos (ainda culturalmente na Idade do Bronze) praticamente intactos no sul e no oeste. Havia, contudo, zonas de contacto entre esses dois povos, como na Meseta Central e na Catalunha e em Aragão.
Os geógrafos gregos deram o nome de Ibéria, provavelmente derivado do rio Ebro (Iberus), a todas as tribos instaladas na costa sueste. Avieno no poema Ora Maritima (século IV d.C.) descreve a existência de várias etnias na costa meridional atlântica, provavelmente, responsáveis pelo comércio com o Atlântico norte — os estrímnios e os cinetes (ou cónios).
Gregos e fenícios-cartagineses também habitaram a Península, onde estabeleceram pequenas colónias-feitorias comerciais costeiras semi-permanentes de grande importância estratégica.

## Povos não indo-europeus
- Aquitânicos
  - Aquitanos

Principais áreas linguísticas da Península Ibérica c. : aquitânica (verde), ibérica (laranja), celta e proto-celta (branco, rosa e azul claro), colónias cartaginesas (azul) e gregas (vermelho)

  - Autrigones - por vezes considerados célticos .
  - Caristos - por vezes considerados célticos .
  - Vardulos - por vezes considerados célticos .
  - Vascões
- Iberos
  - Ausetanos
  - Bastetanos
  - Bastulos
  - Cessetanos
  - Contestanos
  - Edetanos
  - Ilercavões
  - Ilergetes
  - Indigetes
  - Laietanos
  - Oretanos - por vezes considerados célticos .

### Iberos

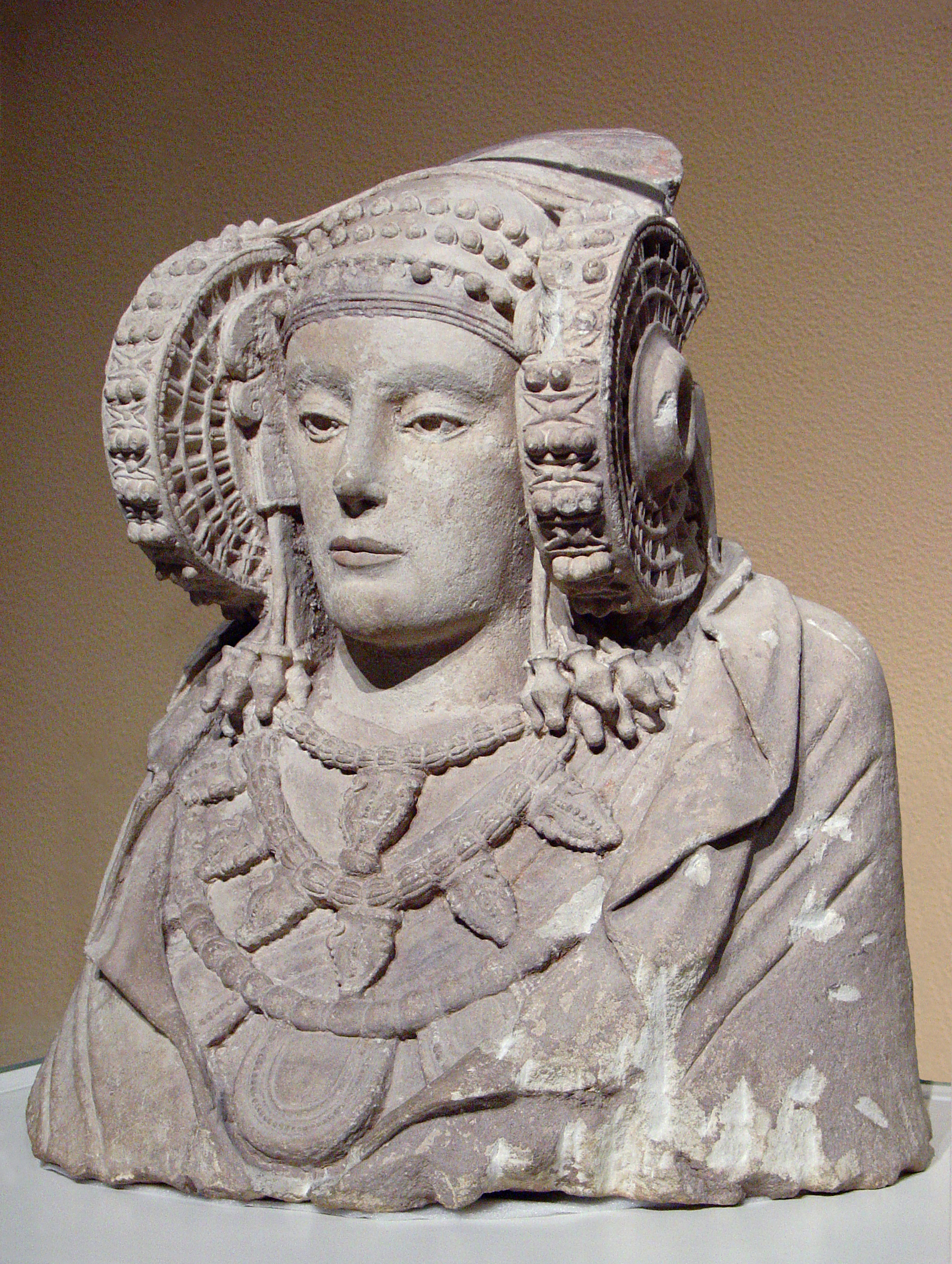
A célebre "Dama de Elche", século IV a.C. com características que mostram forte influência clássica grega.

A cultura dos Iberos desenvolveu-se no Sul e no Leste da península durante a Idade do Bronze, entre os séculos VIII-VI antes de Cristo. Constituíam um conglomerado de grupos e tribos independentes umas das outras e não uma unidade sócio-política. Foram influenciados pelos Fenícios e pelos Gregos, com os quais contactaram demorada e intimamente, pelo facto de esses terem fundado várias colónias nas costas peninsulares, como Cádis (fenícia) e Ampúrias (grega), centro de onde irradiou a sua cultura para os povos autóctones. A sociedade ibérica era urbana, vivendo em aldeias e oppida (povoações fortificadas).
Foram, talvez, o povo mais avançado da península pré-romana. Adoptaram dos gregos o cultivo da vinha e da oliveira. Criavam cavalos, desenvolveram uma sofisticada metalurgia e exploravam minas de prata perto de Cartagena, ferro no vale do Ebro, tal como depósitos de cobre e estanho. Do que sobreviveu da sua arte, podemos constatar que era de grande qualidade e beleza, como a "Dama de Elche" ou a "Dama de Guardamar". A sua sociedade estava dividida em diferente classes, incluindo governantes ou caudilhos (latim: "regulus"), nobres, sacerdotes, artesãos e escravos. A sua religião era politeísta, mas a maior parte dos deuses e os seus cultos são-nos desconhecidos. Divindades fenícias como Tanit, Baal e Melkart e gregas como Ártemis, Deméter e Asclépio eram conhecidas e veneradas. A aristocracia reunia-se em consílios e os caudilhos mantinham o poder através de um sistema de vassalagem ou obrigação.
A língua ibérica era uma língua não indo-europeia e continuou a ser falada até ao domínio romano, quando foi substituída pelo latim. Foram encontradas numerosas inscrições nesta língua, que tinha o seu próprio sistema de escrita. Apesar de os estudiosos conseguirem transliterar os seus fonemas, a língua continua indecifrável. Pensou-se no passado que a língua dos iberos fosse aparentada à língua basca (dada que ambas não são indo-europeias), mas, hoje, a maioria dos estudiosos pensa que são separadas.
Os conflitos com os cartagineses e romanos, durante as Guerras Púnicas, e a posterior conquista romana da Hispânia, levaram a que os centros de povoação se tornassem os assentamentos romanos, o que levou ao abandono das cidades iberas.

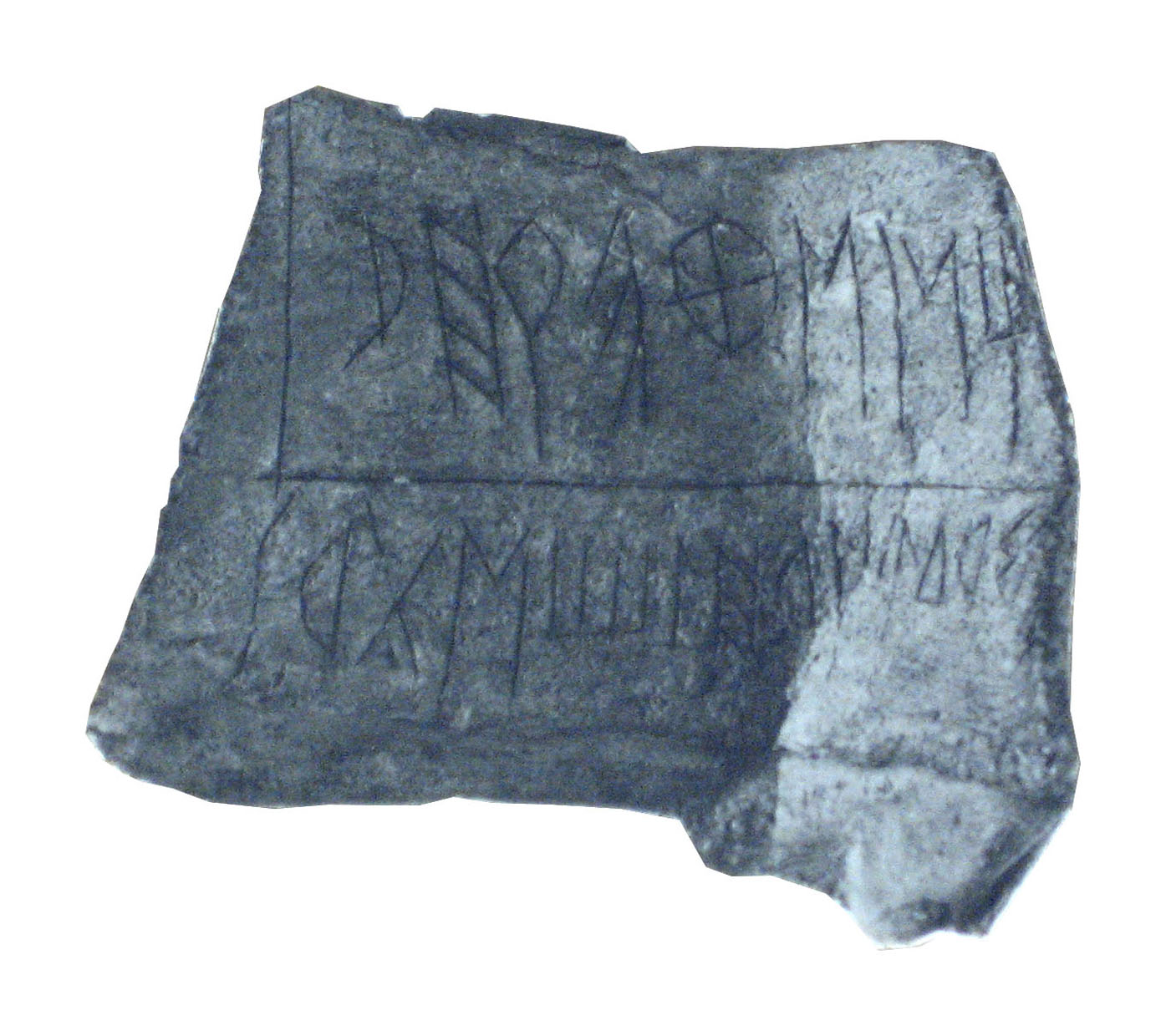
Placa de chumbo com inscrição ibérica encontrada em Penya del Moro

## Povos indo-europeus
- Proto-Indo-Europeus
  - Proto-Celtas e Celtas

| - Albiões - Alotriges - Arévacos - ástures - Bárdilos (Túrdulos) - Berões - Belos - Bletonésios - Brácaros - Cântabros - Carpetanos - Celtiberos - Célticos | - Sefes - Celernos - Cinetes ou Cónios - Cratíscios - Equesos - Galaicos - Germanos (Oretânia) - Gróvios - Interamicos - Leunos - Límicos - Luancos - Lusitanos | - Lusões - Lobetanos - Narbasos - Nemetatos - Olcades - Pésures - Pelendões - Plentauros - Quaquernos - Sefes - Seurbos - Tamaganos - Tartesso | - Taporos - Titos (Celtiberos) - Turboletos - Turdetanos - Túrdulos velhos - Túrdulos - Túrdulos opidanos - Turodos - Turmogos - Uracos - Váceos - Vetões - Zelas |

### Tartesso

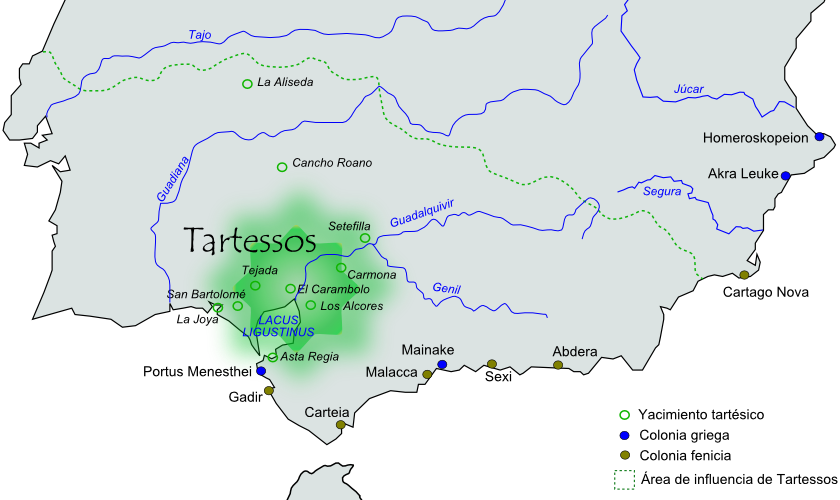
Tartesso

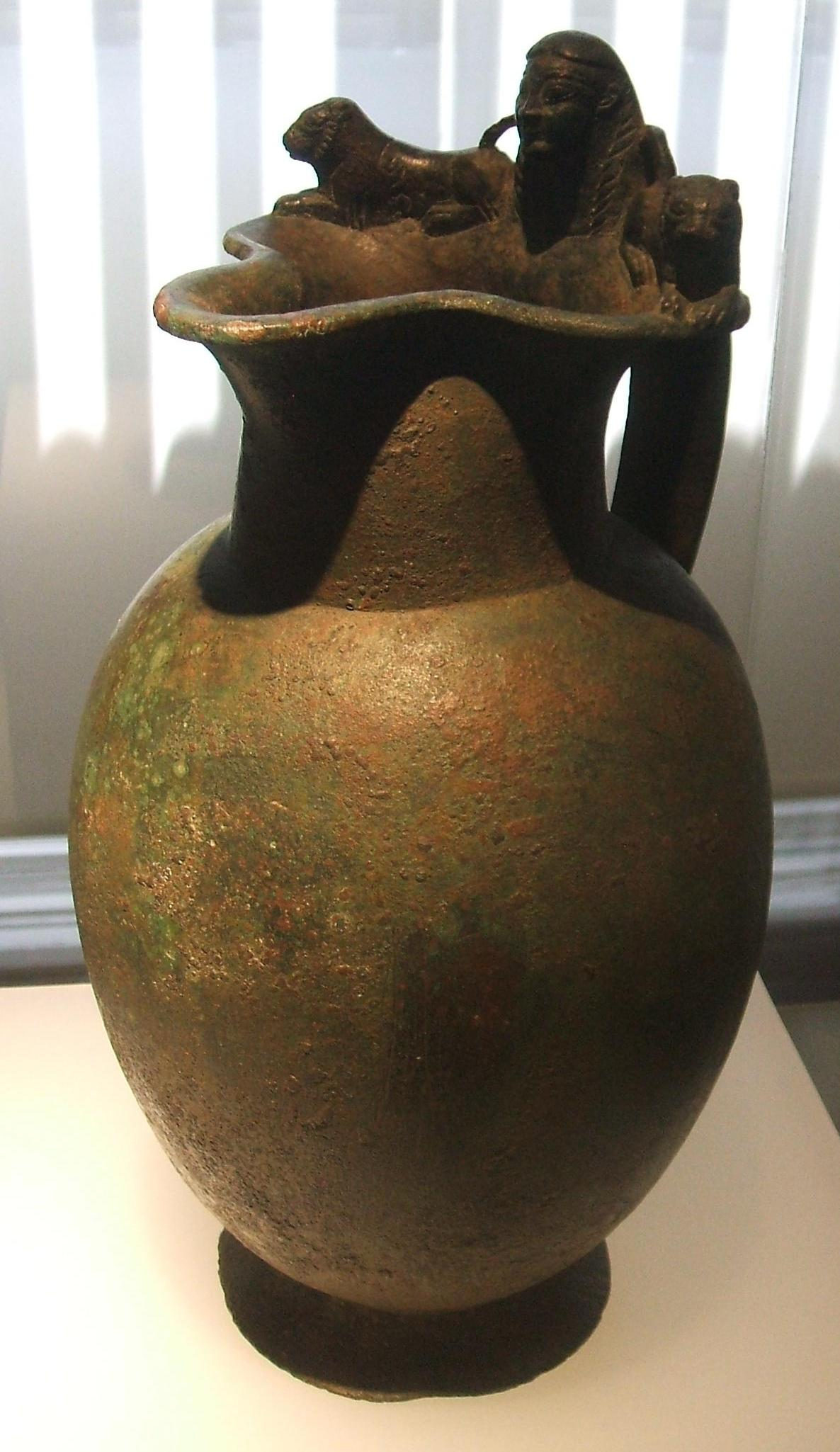
Jarro tartesso de Valdegamas (M.A.N. Madrid).

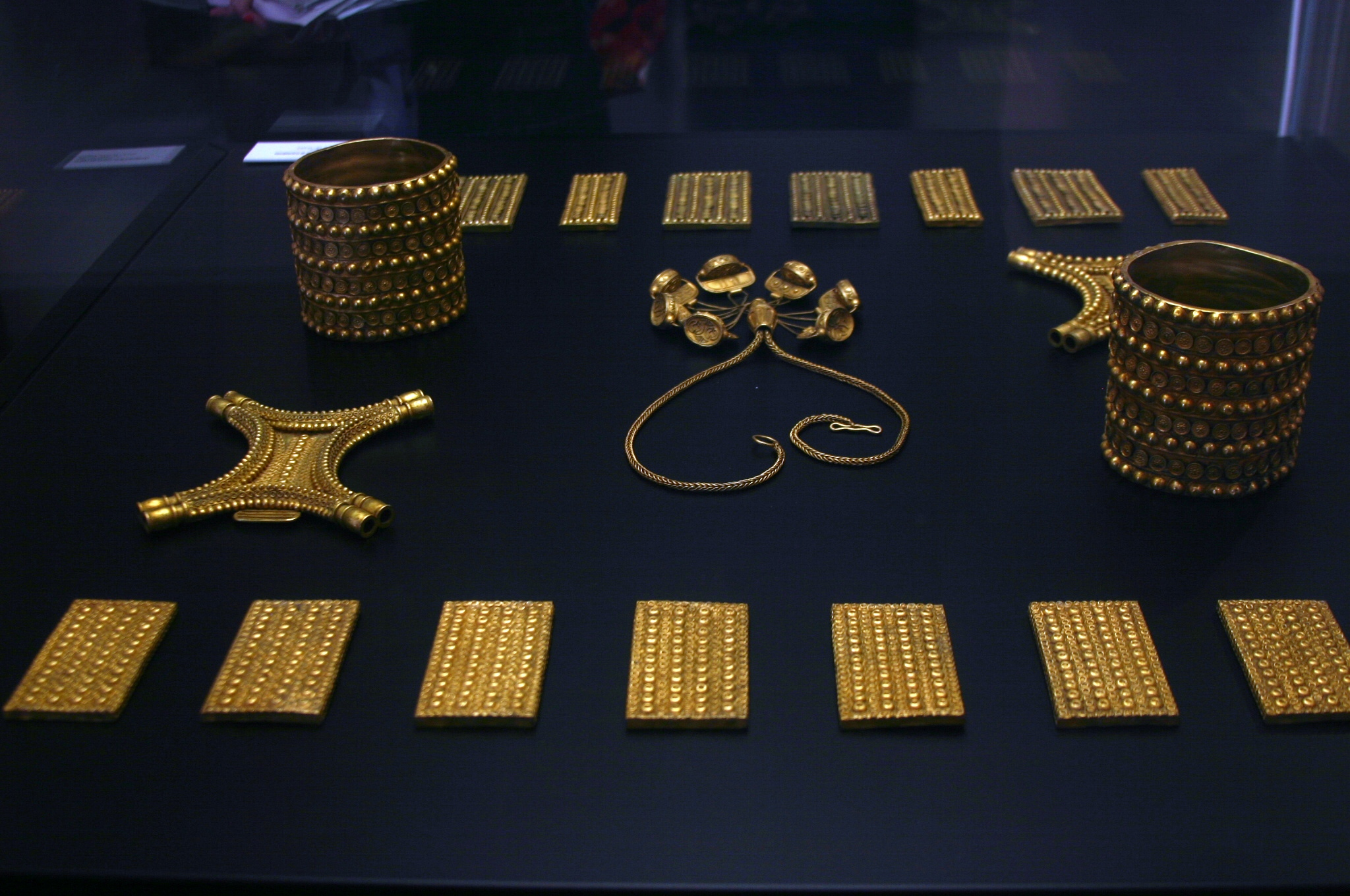
Réplica do tesouro tartesso do Carambolo, Sevilha

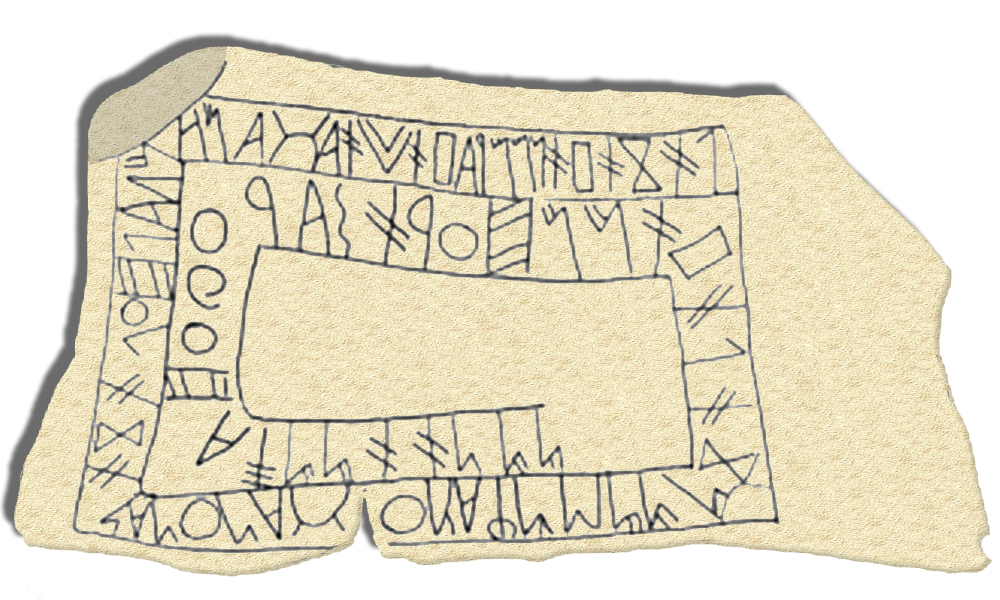
Placa escrita da Fonte Velha (Bensafrim, Lagos)

Tartesso (Τάρτησσος) era o nome pelo qual os gregos conheciam a primeira civilização do Ocidente. Herdeiros da cultura megalítica andaluza, que se desenvolveu no triângulo formado pelas actuais cidades de Huelva, Sevilha e Cádis, os tartessos poderão ter desenvolvido uma língua e escrita distintas das dos povos vizinhos, com influências culturais de egípcios e fenícios.
Estão perfeitamente documentados povoados ao longo do vale do Guadalquivir. A sua provável capital talvez fosse Turpa, no lugar que hoje ocupa o porto de Santa Maria, na desembocadura do Guadalete. Provavelmente, a cidade e a civilização já existiam antes de 1 000 a.C., dedicadas ao comércio, a metalurgia e a pesca. A posterior chegada dos fenícios, talvez tenha estimulado o seu imperialismo sobre as terras e cidades ao seu redor, a intensificação da exportação das minas de cobre e prata. Os Tartessos converteram-se nos principais provedores de bronze e prata do Mediterrâneo. A sua forma de governo era a monarquia, e possuíam leis escritas em tábuas de bronze. No século VI a.C., Tartesso desaparece abruptamente da História, seguramente varrida por Cartago.
Apesar de existirem numerosos restos arqueológicos no sul da Espanha, como o tesouro do Carambolo, a cidade de Tartessos ainda não foi encontrada.

### Cónios
Os cónios (do latim, Conii) eram os habitantes das actuais regiões do Algarve e Baixo Alentejo, no sul de Portugal, em data anterior ao século VIII a.C., até serem integrados na Província Romana da Lusitânia. Para os defensores das teorias linguísticas actualmente aceitas, os cónios teriam origem celta. Antes do século VIII a.C., a zona de influência cónia, segundo estudo de caracterização paleoetnológico da região, abrangeria muito para além do sul de Portugal, desde o centro de Portugal até ao Algarve e todo o sul de Espanha até Múrcia.
No Baixo Alentejo e Algarve foram descobertos vários vestígios arqueológicos que testemunham a existência de uma civilização detentora de escrita, a denominada escrita do sudoeste, anterior à chegada dos fenícios, e que se teria desenvolvido entre o séculos VIII-V a.C. A escrita que está presente nas lápides sepulcrais desta civilização e nas moedas de Salácia (Alcácer do Sal) e é datável na Primeira idade do Ferro, surgindo no sul de Portugal e estendendo-se até à zona de fronteira.
As estelas mais antigas recuam até ao século VII a.C. e as mais recentes pertencem ao século IV. O período áureo desta civilização coincidiu com o florescimento do reino de Tartesso, algo a que não deverá ser alheio a intensa relação comercial e cultural existente entre os dois povos. Aparentemente a única escrita conhecida na região é a dos cónios, mas persiste alguma confusão em se chamar escrita tartéssia à escrita cónia.
Aparentemente, antes da chegada dos romanos, os cónios eram monoteístas. O deus dos Cónios era Elohim, segundo uma estela que se encontra presentemente no Museu de Évora.

### Celtas

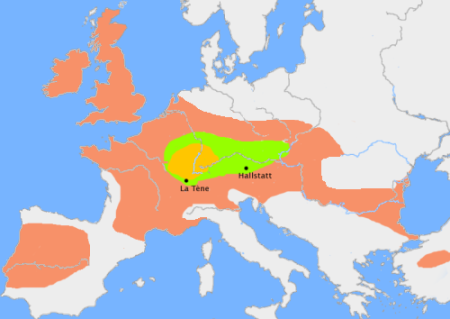
Distribuição dos celtas na Europa

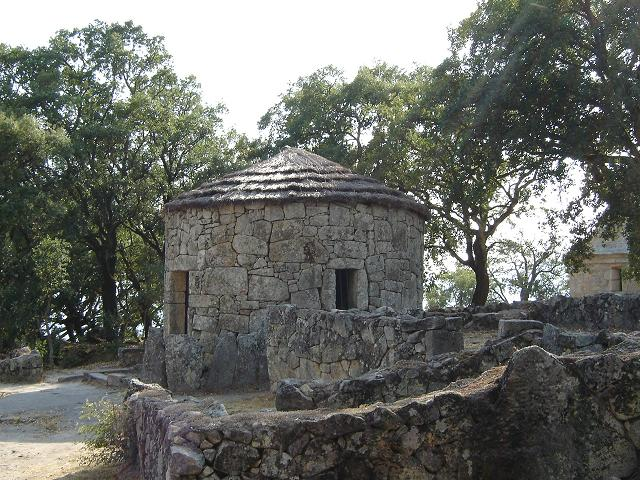
Citânia de Briteiros: casa reconstruída

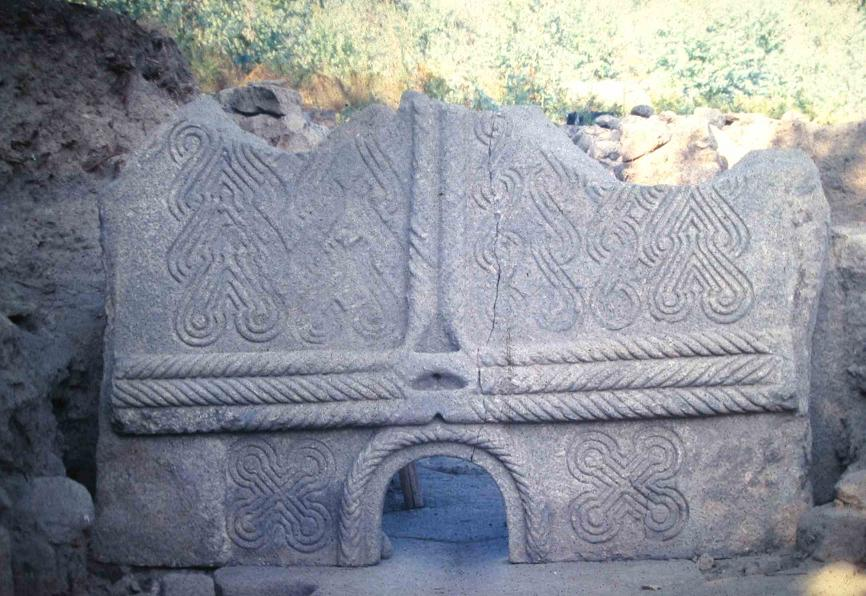
Pedra Formosa de Castro das Eiras

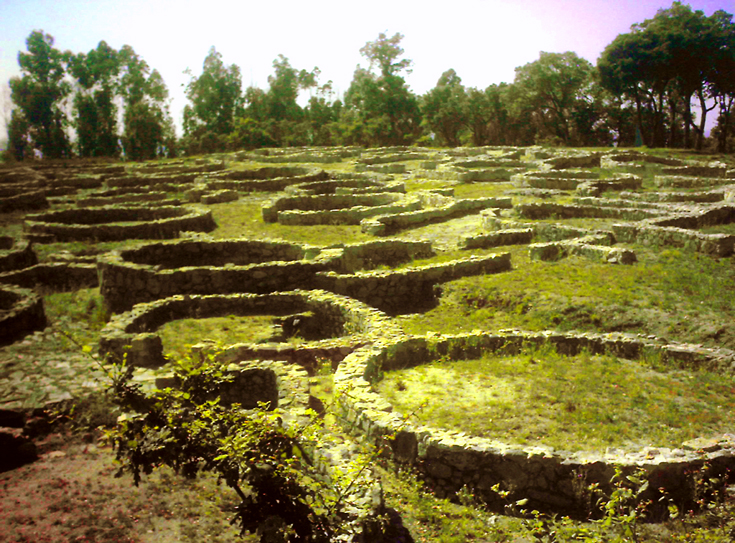
Ruínas da Cividade de Terroso

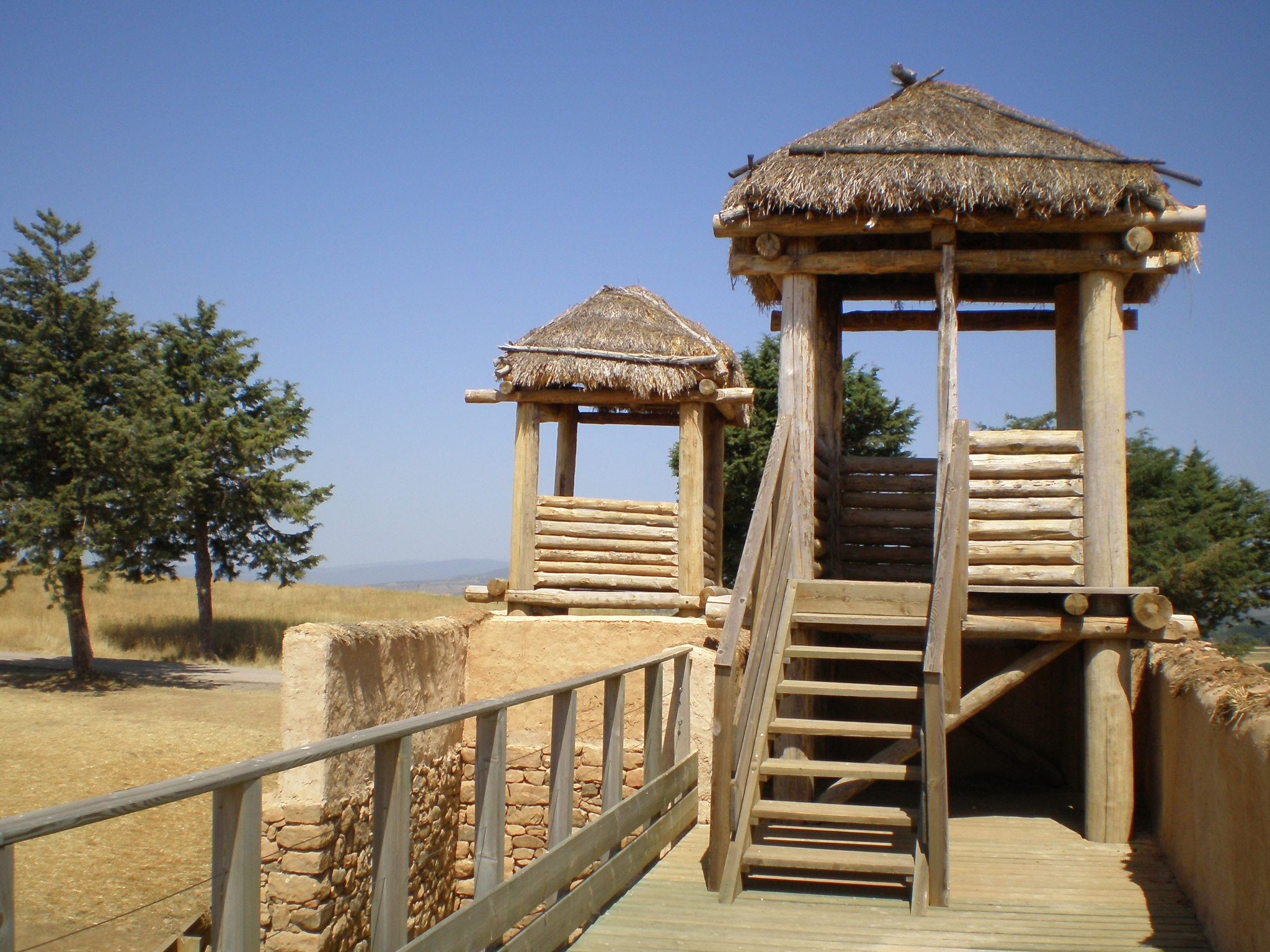
Reconstrução das muralhas de Numância o último bastião celtibero a resistir à invasão romana da Península Ibérica

Celtas é a designação dada a um conjunto de povos, organizados em múltiplas tribos, pertencentes à família linguística indo-europeia que se espalhou pela maior parte do noroeste da Europa a partir do II milênio a.C., desde a Península Ibérica até a Anatólia.
As origens dos povos celtas são controversas, especulando-se que entre 1 900−1 500 a.C. tenham surgido da fusão de descendentes dos agricultores danubianos neolíticos e de povos de pastores oriundos das estepes. Esta incerteza deriva da complexidade e diversidade dos povos celtas, que além de englobarem grupos distintos, parecem ser a resultante da fusão sucessiva de culturas e etnias. Na Península Ibérica, por exemplo, parte da população celta se misturou aos iberos, o que resultou no surgimento dos celtiberos.
Os celtas são considerados os introdutores da metalurgia do ferro na Europa, dando origem naquele continente à Idade do Ferro (culturas de Hallstatt e La Tène). A unidade básica de sua organização social era o clã, composto por famílias aparentadas que partilhavam um núcleo de terras agrícolas, mas que mantinham a posse individual do gado que apascentavam. A religião celta era politeísta com características animistas, sendo os seus ritos quase sempre realizados ao ar livre. O calendário anual possuía várias festas místicas, como o Imbolc e o Belthane, assim como celebrações dos equinócios e solstícios.
Mais recentemente foram apresentadas novas perspectivas sobre a celtização do Noroeste de Portugal e a identidade étnica dos galaicos brácaros. No país, os povoados castrejos do tipo citaniense apresentavam características idênticas às dos povoados celtas. A citânia de Briteiros é exemplo de um povoado com características celtas, sendo, porém, necessário tomar esta designação no seu sentido lato: isto é - seria o local de habitação das numerosas tribos celtas (celtici). Tongóbriga é um sítio arqueológico situado na freguesia de Freixo, também antigo povoado dos galaicos brácaros.
A maioria dos povos celtas foi integrada pelos Romanos, embora o modo de vida celta tenha, sob muitas formas, sobrevivido em grande parte do território por eles ocupado, como no norte de Portugal e a Galiza. Nestas regiões os traços linguísticos celtas sobrevivem nos topônimos, nalgumas formas linguísticas, no folclore e nas tradições. São os Celtas, os responsáveis pelos sufixos dunuum e briga em nomes de cidades, como Conímbriga (que viria a dar o nome à cidade de Coimbra), ou Miróbriga (Santiago do Cacém), Cetóbriga (Setúbal) e Lacóbriga (Lagos).